# Leptanilla voldemort
Leptanilla voldemort — вид мурашок підродини Leptanillinae. Описаний у 2024 році.

## Назва
Вид названо на честь Лорда Волдеморта, літературного персонажа серії книг про Гаррі Поттера. Хижий спосіб життя та канібалізм серед дорослих особин, які п'ють гемолімфу власних личинок, нагадали дослідникам про лорда Волдеморта, що й стало причиною такої назви.

## Поширення
Ендемік Австралії. Цей вид був виявлений в околицях міста Ньюмен у районі Пілбара в глибинці штату Західна Австралія. Типові зразки (дві особини) зібрані на глибині 25 м під землею.

## Опис
Цей вид живе під землею та описується як такий, що має надзвичайно «примарний і стрункий» вигляд, а також має гострі нижні щелепи. Особини мають розмір близько 1,5 мм. Мають подовжені кінцівки, антени, щелепи та блідо-жовтувате забарвлення, а також повну відсутність очей.

## Спосіб життя
Ці мурашки постійно живуть у темряві, не виходять на поверхню і харчуються переважно підземними безхребетними.